# Akai Kodan Zillion

Red Photon Zillion (яп. 赤い光弾ジリオン Акай Ко:дан Дзирион, Красный фотон Зиллион) — японский аниме-сериал, созданный совместно студиями Tatsunoko и Production I.G. Впервые транслировался по телеканалу Nippon Television с 12 апреля по 13 декабря 1987 года. Это также считается первой полноценной работой студии Production I.G.

## Сюжет
Действие происходит в 2387 году на планете Марис или второй Земле. Империя Нозаса намеревается уничтожить человеческий род для откладки яиц, чтобы спасти свою расу от вымирания, и возродить популяцию. Однажды появляются команда подростков — Белых Рыцарей, они владеют мистическим древним оружием под названием «Оружейная система Зиллиона» которое способно противостоять империи Нозасу.

## Персонажи

### Главные герои
Джей-Джей (яп. ＪＪ  Дзи-Дзи) -
Сэйю: Тосихико Сэки
Чамп (яп.  チャンプ  Чанпу) -
Сэйю: Кадзухико Иноуэ
Эппл (яп. アップル Аппуру) -
Сэйю: Юко Мидзутани
Ами Гаррисон (яп. エイミ・ハリソン Эйми Хейрисон) -
Сэйю: Тиэко Хонда 
Опаопа (яп. おじいちゃんおじいちゃん Одзичан) -
Сэйю: Тиэко Хонда 
Мистер Горд (яп. ゴード Годо) -
Сэйю: Юдзуру Фудзимото
Дэйв (яп.  デイブ  Дэйбу) -
Сэйю: Дайки Накамура
Беренштейн (яп. バーンスタイン) -
Сэйю:
Упа-Упа (яп. ) -
Сэйю: Кумико Такидзава

### Нозас
Барон Рикс (яп. バロン・リックス) -
Сэйю: Сё Хаями
Адомис (яп. アドミス) -
Сэйю: Тосико Савада
Наваро (яп. ナバロ) -
Сэйю: Нобуюки Фурута
Солар (яп. ソラール}) -
Сэйю:
Гурдок (яп. ガードック) -
Сэйю:

## Медия

### Аниме
Впервые транслировался по телеканалу Nippon Television с 12 апреля по 13 декабря 1987 года. Производством сериала занималась компания Tatsunoko Production, совместно с
Production I.G и Kyoto Animation  под руководством режиссёра Мидзухо Нисикубо по сценарию Ито Цунэхиса, Ямадзаки Харуя, Кояма Такао, Ямада Такаси, Ватанабэ Мами. Музыкальное сопровождение написали Ириэ Дзюн, Оти Ёсиаки, Ириэ Дзюн, Коморита Минору. Данный аниме-сериал, считается первой полноценной работой студии Production I.G. Пять из 31 серий были дублированы на английском языке и выпущены на кассетах VHS в США компанией FUNimation, в Канаде Streamline Pictures, в Великобритании Screenmusic Studios,  в Ирландии Intersound Inc.

### OVA
После успеха сериала, 21 июня 1988 года, была выпущена OVA под названием Zillion: Burning Night. Производством занималась Tatsunoko Production, под руководством режиссёра и сценариста Нисикубо Мидзухо. Музыкальную тему в этот раз Ириэ Дзюн.

### Игра
На основе сериала были выпущены две видео-игры под названием Zillion и Zillion II.

### Книга
В 1993 году компанией Eternity Comics была выпущена книга, созданная на основе сюжета сериала. Автор — Том Масон, иллюстратор — Харрисон Фонг.

### Прочее
Сериал был показан также в клипе Scream/Childhood с участием Майкла Джексона и Джанет Джаксон.

### Музыка
Открывающая тема:
- «Pure Stone» исполняла: Риза Юки

Закрывающая тема:
- «Push!» исполняла: Риза Юки (серии 1-20)
- «Rock Candy» by Риза Юки (серии 21-31)

## Список серий
1. My Name Is J.J.
2. Attack the Enemy of the High Skies
3. 0.1 Second Chance!
4. Trap of the Shapeless Ninja Squadron
5. Apple Order Violation!?
6. Take Off, Tricharger
7. Struggle ’Til Death! J.J. vs. Ricks
8. Strike the Oceanfloor Base!
9. Stolen Zillion
10. Flames! Ricks’ Counterattack
11. Birth of New Zillion!
12. Attack! Triple Shoot
13. Angry Shutter Chance
14. Nightingale of the Battlefield
15. Life Or Death!? Confrontation of Fate—Part. 1
16. Life Or Death!? Confrontation of Fate—Part. 2
17. Tears! Let’s Search J.J.
18. The Beautiful Noza’s Challenge
19. Match! Let’s Throw the Coin
20. Kick with a Broken Heart
21. Clash! The Sniper
22. Great Victory from a Lie!
23. Terror! Demon’s Bio Weapon
24. Great Adventure! Warrior Opa-Opa
25. Gentle Fugitive Apple
26. Revenge Demon Ninja!
27. Extraordinary Rebel Ricks
28. Mystery!? Zillion Power
29. Heroic! Ricks dies!?
30. Planet Maris on the Corner!
31. Last Shoot for Victory